# Dolina Strążyska

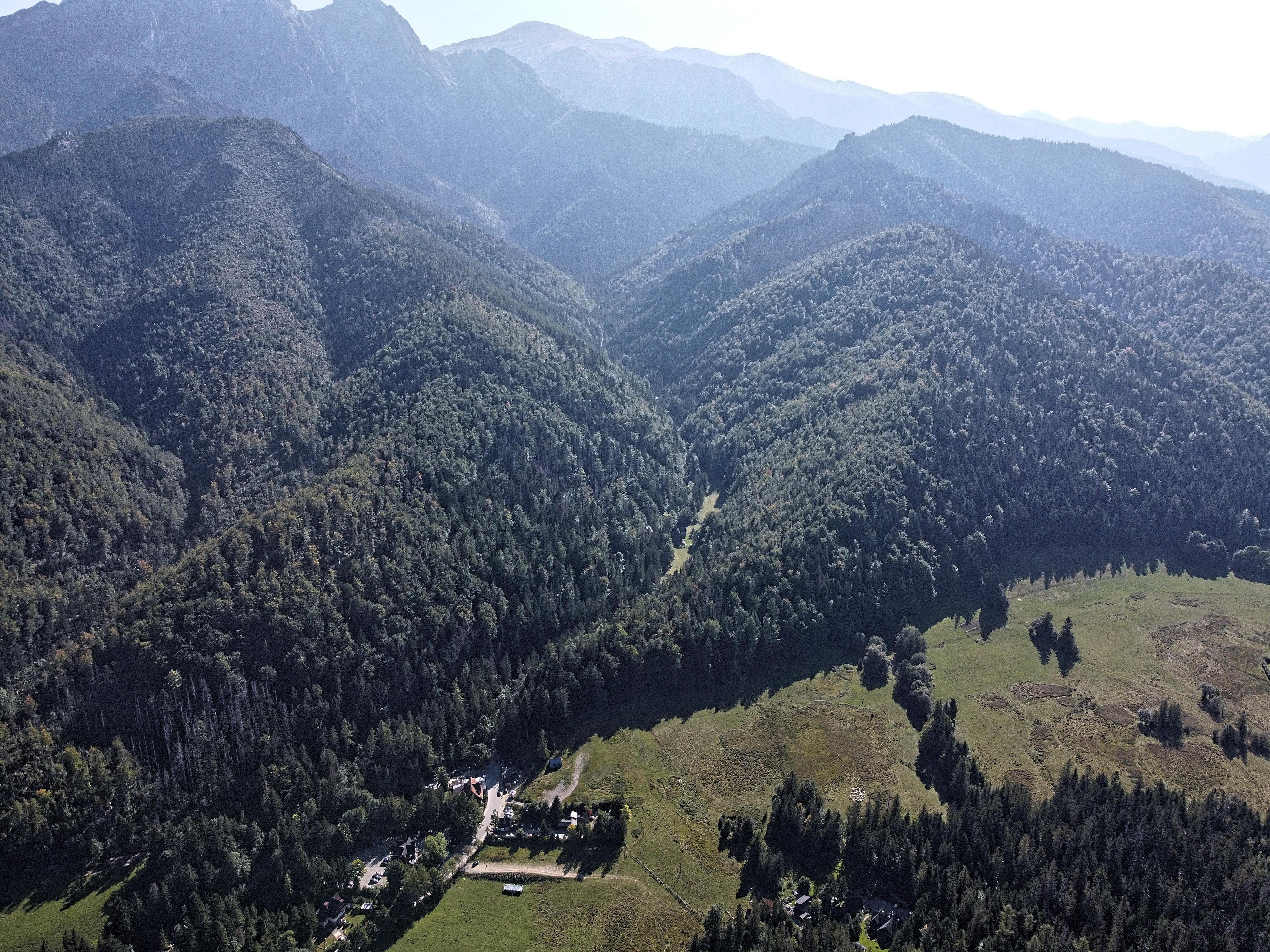
Dolina Strążyska (widok od strony północnej)

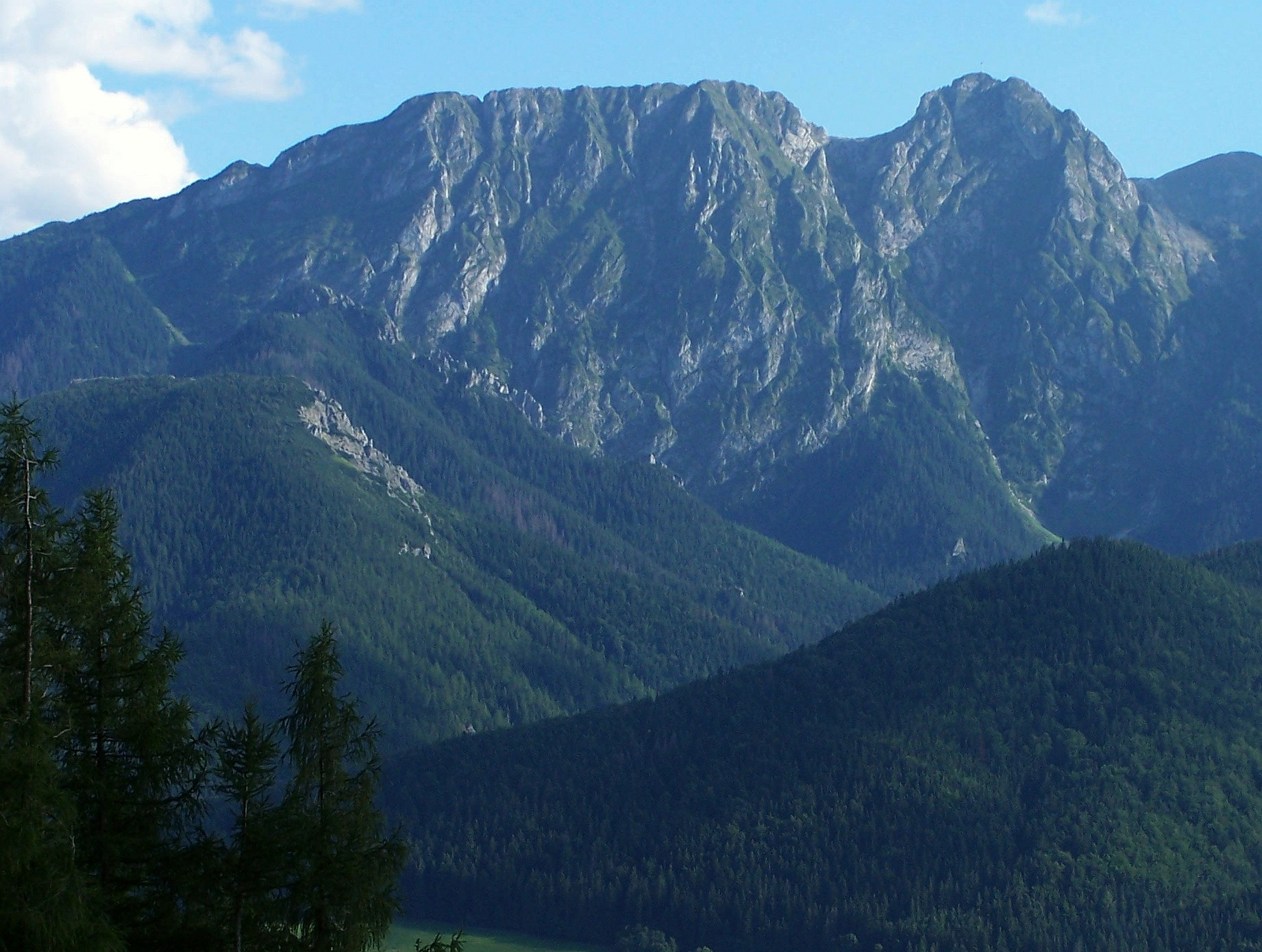
Dolina Strążyska i Giewont

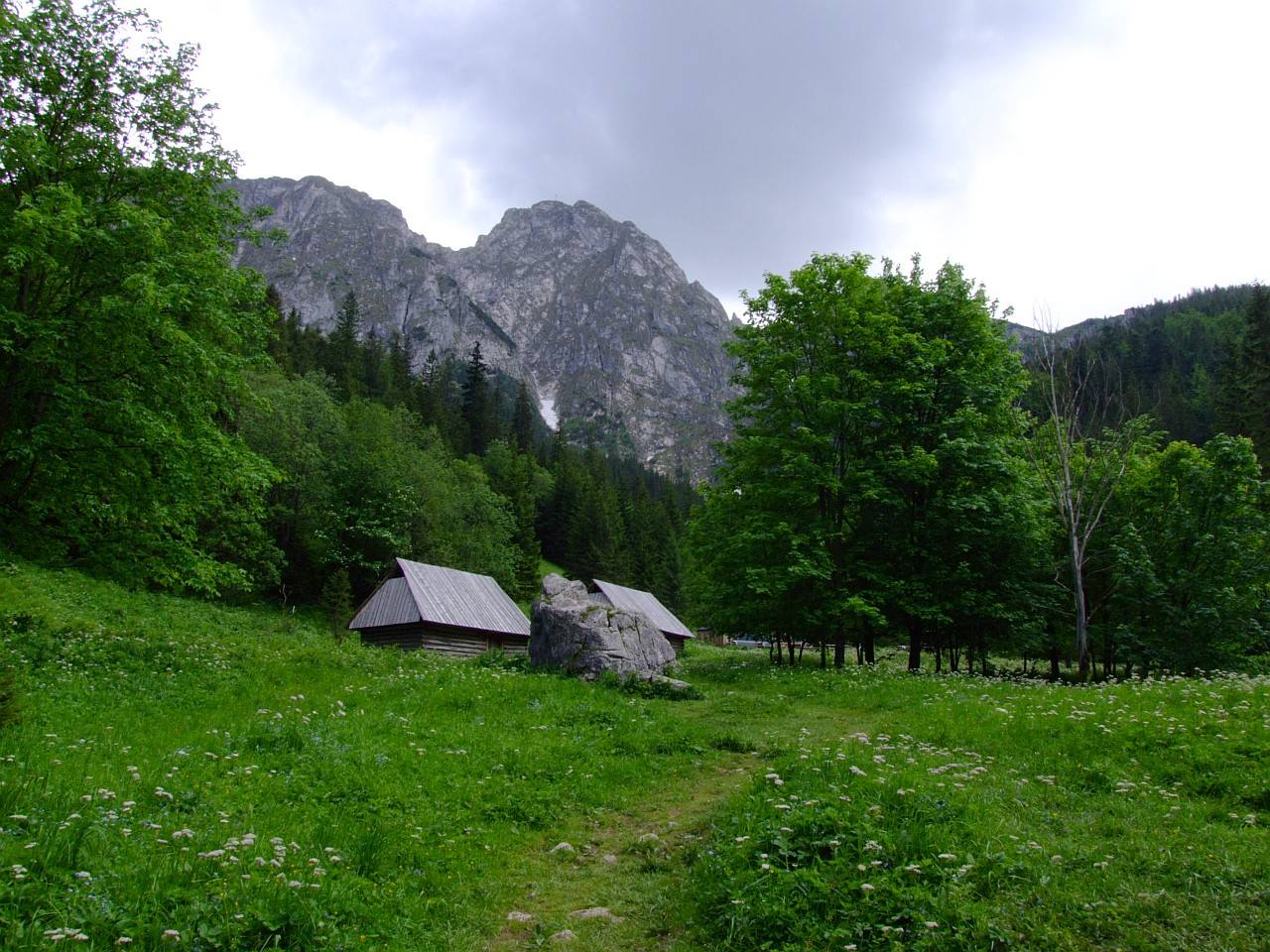
Dolina Strążyska

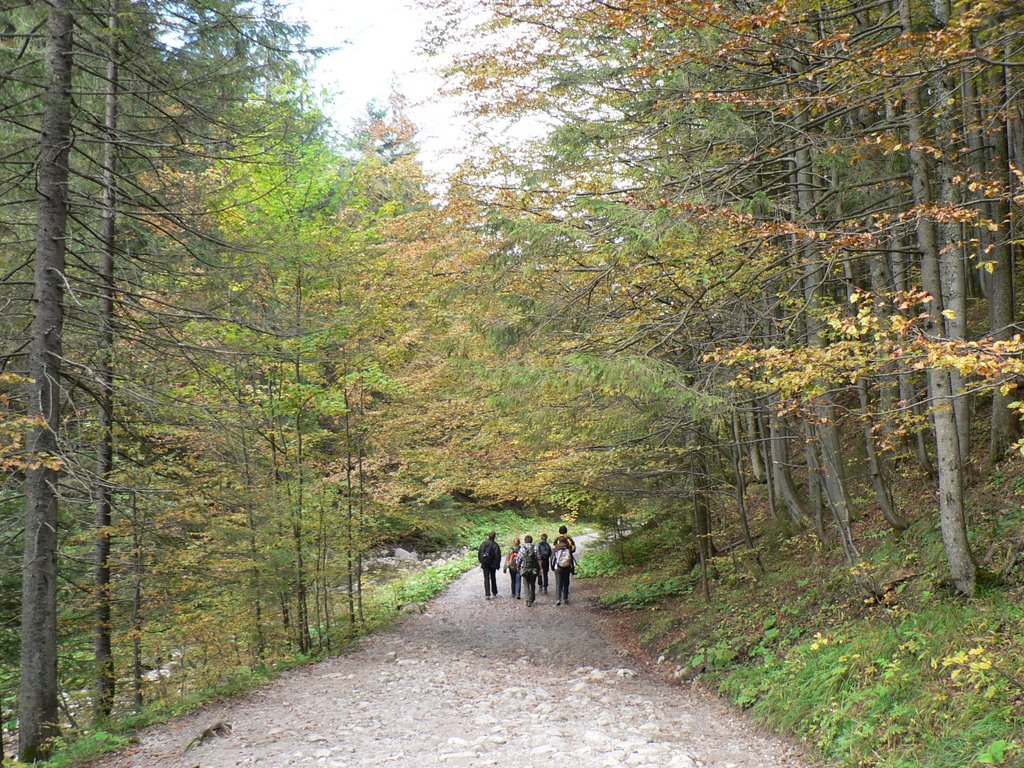
Dolina Strążyska jesienią

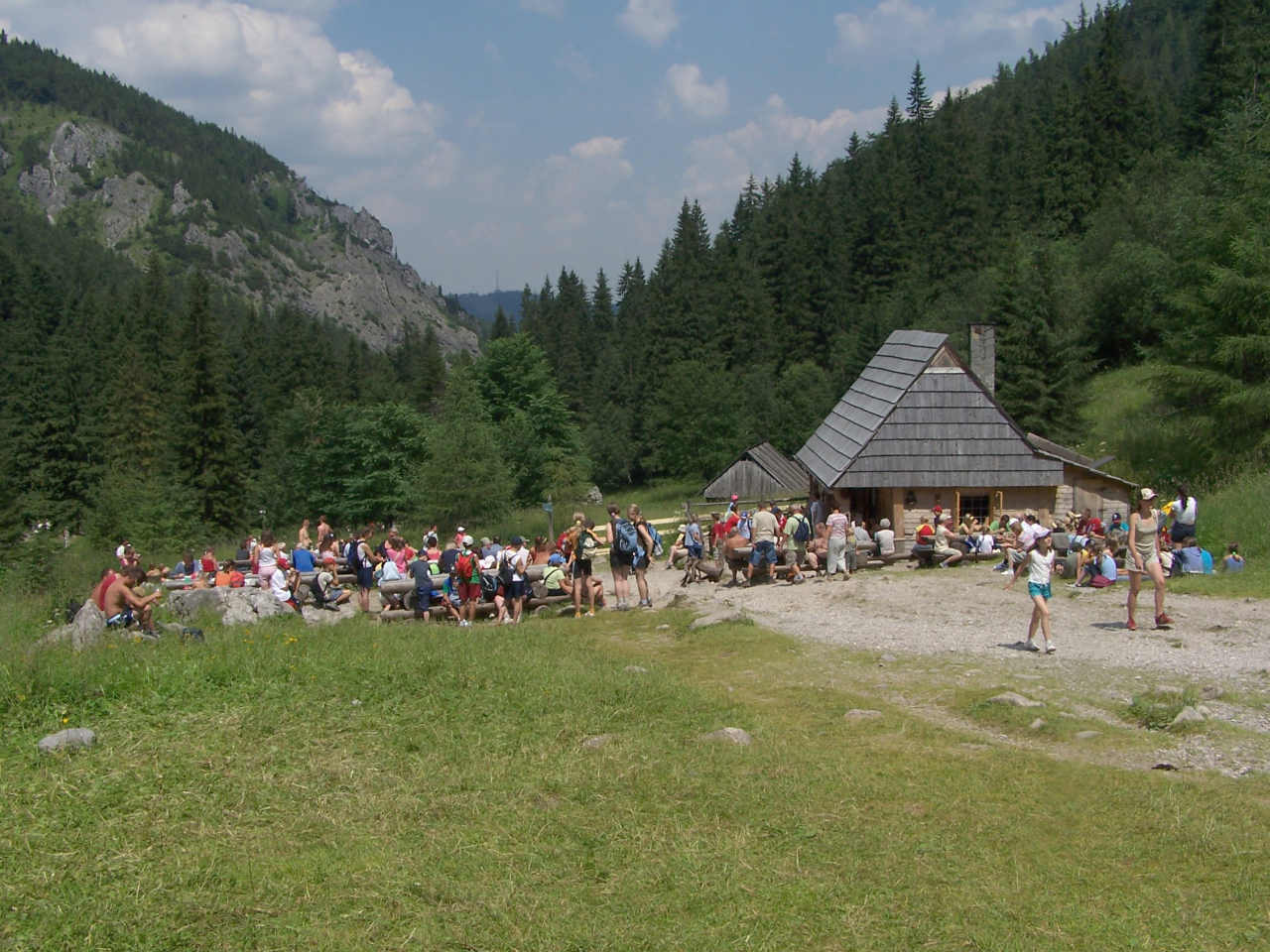
Polana Strążyska

Dolina Strążyska (poprawnie Dolina Strążysk) – dolina w polskich Tatrach Zachodnich, położona pomiędzy Doliną ku Dziurze a Doliną za Bramką. Właściwa nazwa doliny pochodzi od słowa strąga, w gwarze podhalańskiej oznaczającego rodzaj zagrody przeznaczonej do dojenia owiec.

## Topografia
Wylot doliny znajduje się na wysokości 900 m przy Drodze pod Reglami, na przedłużeniu zakopiańskiej ul. Strążyskiej, a sama dolina prowadzi aż do ścian masywu Giewontu ograniczającego ją od południowej strony. Zachodnie obramowanie doliny tworzą Grzybowiec i Łysanki z Samkową Czubą, wschodnie odchodzący od Juhaskiej Kopy w Długim Giewoncie skalny filar, dalej grzbiet od Wyżniej Suchej Przełęczy do Niżniej Suchej Przełęczy, Suchy Wierch, Sarnia Skała i jej grzbiet Grześkówki. Grzbiet Styrżnika dzieli górną część Doliny Strążyskiej na dwie mniejsze dolinki stanowiące jej górne piętro: wschodnią Dolinę Wielkiej Równi i zachodnią Małą Dolinkę. Główna część doliny posiada jeszcze kilka bocznych odgałęzień: Samkowy Żleb, Dolina Grzybowiecka, Koński Żleb i Sarni Żleb.

## Opis doliny
Dolina powstała w wyniku uskoku tektonicznego przecinającego w tym miejscu, poczynając od Żlebu Kirkora całe regle. Ma powierzchnię ok. 4 km² i długość 3 km. W całości zbudowana jest ze skał osadowych. Dolinę porastają lasy, jednak na obu jej stromych zboczach widać liczne skaliste turnie. Najbardziej wybitne i posiadające własne nazwy to Kominy Strążyskie, Skała Jelinka, Kapelusze, Kiernia, Czarna Turnia. Dnem doliny płynie wartki Strążyski Potok. Józef Ignacy Kraszewski pisał o dolinie: „kraj milczenia i marzenia, a tak piękny”. Obecnie nic nie straciła na swojej urodzie, krajem milczenia jest już jednak bardzo rzadko, jest bowiem jedną z najliczniej odwiedzanych dolin tatrzańskich (ok. 6% całej frekwencji Tatr).
0,5 km od wylotu doliny znajduje się polana Młyniska, na której stoi leśniczówka TPN. W górnej części doliny położona jest niewielka Polana Strążyska, na której znajdują się dwa szałasy, bufet i duży głaz nazwany przez dawnych turystów Sfinksem. Na polanie skrzyżowanie szlaków turystycznych.
Dawniej dolina była wypasana, wchodziła w skład Hali Strążyskiej. Najstarsze odnalezione dokumenty wzmiankujące o dolinie pochodzą z 1605 r., a nazwa Strążyska pojawia się już w 1669 r. W 1961 r. polanę przejął TPN i pasterstwo zlikwidowano. Droga przez dolinę została wykonana przez dwór zakopiański i Towarzystwo Tatrzańskie w latach 1893–1896.
Dolina Strążyska jest bardzo popularnym celem turystów, ze względu na jej dużą atrakcyjność, a także dlatego, że prowadzi tędy szlak turystyczny na Giewont. U wylotu doliny znajduje się willa „Roma” i parking, dojeżdżają też tutaj busy.
Mimo bliskości Zakopanego i masowego ruchu turystycznego w dość dobrym stanie zachowały się lasy. Na Samkowej Czubie i na Grześkówkach są jeszcze płaty pierwotnego lasu bukowo-jodłowego i występują z rzadka cisy. Północne ściany Giewontu porasta bogata flora roślin wapieniolubnych. Stwierdzono w dolinie występowanie takich rzadkich w Polsce roślin, jak: jarząb nieszpułkowy, rozrzutka alpejska, sosna drzewokosa, tojad Kotuli, irga kutnerowata, złoć mała.

## Szlaki turystyczne
Zakopane – Dolina Strążyska – Polana Strążyska – Przełęcz w Grzybowcu – Grzybowiec – Wyżnia Kondracka Przełęcz pod Giewontem. Odcinek Polana Strążyska – Przełęcz w Grzybowcu biegnie razem ze szlakiem czarnym:
- Czas przejścia z Zakopanego na Polanę Strążyską: 40 min, ↓ 35 min
- Czas przejścia z polany na Giewont: 2:35 h, ↓ 1:55 h

 do wodospadu Siklawica. Czas przejścia: 15 min w obie strony
 Ścieżka nad Reglami: Kuźnice – Czerwona Przełęcz – Polana Strążyska, potem razem ze szlakiem czerwonym na Przełęcz w Grzybowcu i dalej do Doliny Małej Łąki
- Czas przejścia z Czerwonej Przełęczy na Polanę Strążyską: 35 min, ↑ 50 min
- Czas przejścia z Polany Strążyskiej na Wielką Polanę Małołącką: 1:10 h, z powrotem 1:05 h.